# If You Leave Me Now
"If You Leave Me Now" é uma canção da banda estadunidense Chicago, presente no álbum Chicago X. Foi composta e interpretada pelo baixista Peter Cetera e lançada como single em 31 de julho de 1976.
Chegou ao topo da Billboard Hot 100 em 23 de outubro de 1976, ficando lá por duas semanas, tornando-se o primeiro número um da banda e também tendo boa performance na parada Easy Listening. "If You Leave Me Now" é também o maior sucesso internacional do Chicago, liderando as paradas em vários países como o Reino Unido, Austrália, Irlanda, Canadá e Países Baixos. Em território britânico, ficou três semanas na primeira posição. Foi uma das cinco canções "não-disco" a chegar na primeira posição nos Estados Unidos durante um período de nove meses em 1976. De acordo com Zachary Houle da PopMatters, "a canção foi tão difundida nas rádios após seu lançamento que, segundo consta, aqueles que estavam sintonizando em Nova Iorque podiam ouvi-la tocando em quatro estações diferentes, em versões diferentes, simultaneamente".
A canção venceu dois Grammy Awards: para Melhor Arranjo Instrumental com Vocais (para o arranjador Jimmie Haskell e o produtor James William Guercio) e Melhor Performance Pop por uma Dupla ou Grupo, o primeiro Grammy conquistado pelo grupo. Também foi indicada na categoria Gravação do Ano. Até agosto de 1978, o single já havia vendido mais de 1,4 milhão de cópias apenas nos Estados Unidos. Recebeu certificado de ouro e platina pela Recording Industry Association of America.

## Composição
Peter Cetera compôs "If You Leave Me Now" ao mesmo tempo de "Wishing You Were Here", do álbum Chicago VII, usando uma guitarra como base. De acordo com a partitura da canção no site MusicNotes, "If You Leave Me Now" foi composta no tom de si maior, e a extensão vocal de Cetera varia entre fá sustenido e ré sustenido.

## Posição nas paradas musicais
| Parada (1976–77)                                 | Melhor posição |
| ------------------------------------------------ | -------------- |
| Austrália (Kent Music Report)                    | 1              |
| Áustria (Ö3 Austria Top 40)                      | 3              |
| Bélgica (Ultratop)                               | 2              |
| Canadá (RPM)                                     | 1              |
| Canadá (RPM Adult Contemporary)                  | 4              |
| Países Baixos (Dutch Top 40)                     | 1              |
| França                                           | 5              |
| Alemanha (Media Control Charts)                  | 3              |
| Irlanda (IRMA)                                   | 1              |
| Itália (Federazione Industria Musicale Italiana) | 3              |
| Noruega (VG-lista)                               | 4              |
| Nova Zelândia (Official New Zealand Music Chart) | 2              |
| África do Sul (Springbok)                        | 1              |
| Suécia (Sverigetopplistan)                       | 2              |
| Suíça (Swiss Hitparade)                          | 3              |
| Reino Unido (UK Singles Chart)                   | 1              |
| Estados Unidos (Billboard Hot 100)               | 1              |
| Estados Unidos (Billboard Easy Listening)        | 1              |
| Estados Unidos (Cash Box Top 100)                | 1              |

| Parada (1976)                             | Posição |
| ----------------------------------------- | ------- |
| Austrália (Kent Music Report)             | 21      |
| Canadá                                    | 9       |
| Nova Zelândia                             | 24      |
| Reino Unido                               | 6       |
| Estados Unidos (Billboard Hot 100)        | 48      |
| Estados Unidos (Billboard Easy Listening) | 15      |
| Estados Unidos (Cash Box)                 | 14      |

| Parada (1977)                 | Posição |
| ----------------------------- | ------- |
| Austrália (Kent Music Report) | 10      |
| África do Sul                 | 11      |
| Suíça                         | 12      |

| Parada (1958-2018)                 | Posição |
| ---------------------------------- | ------- |
| Estados Unidos (Billboard Hot 100) | 273     |

## Certificações
| Região                                                                                             | Certificação | Vendas     |
| -------------------------------------------------------------------------------------------------- | ------------ | ---------- |
| Canadá (Music Canada)                                                                              | Ouro         | 75,000^    |
| Reino Unido (BPI)                                                                                  | Ouro         | 500,000^   |
| Estados Unidos (RIAA)                                                                              | Platina      | 1,000,000^ |
| *números de vendas baseados somente na certificação ^distribuições baseadas apenas na certificação |              |            |

## Na cultura popular
A canção esteve presente na trilha sonora de filmes como Três Reis (1999), Shaun of the Dead (2004), A Lot Like Love (2005), Happy Feet (2006), e Daddy's Home 2 (2017); e em séries de televisão como Sex and the City e South Park, além do jogo eletrônico Grand Theft Auto V.
Em 2010, o Chicago se uniu à American Cancer Society e ofereceu a oportunidade de concorrer à chance de cantar a canção com eles no palco ao vivo em seus shows, com os lucros indo para a instituição lutar contra o câncer de mama. O esforço de arrecadação de fundos continuou nos anos seguintes.